# Assurbanipal
Assurbanipal (/assurbaniˈpal/) o Sardanapalo (/sardanaˈpalo/; in accadico , Aššur-bāni-apli; in siriaco ܐܫܘܪ ܒܢܐ ܐܦܠܐ, Ashur Ban Apāl, "Ashur è il creatore di un erede"; Ninive, 685 a.C. – Ninive, 631 a.C.) fu re degli Assiri. È menzionato nei testi biblici: come Asenappar nei libri di Esdra 4:10; o Osnapper. Figlio secondogenito di Esarhaddon e Naqi'a-Zakutu, divenne principe ereditario alla morte del fratello maggiore Sin-iddina-apla; l'altro fratello Shamash-shum-ukin divenne invece re di Babilonia.
La cosiddetta Biblioteca Reale di Assurbanipal fu scoperta da Austen Henry Layard alla metà dell'Ottocento.

## Biografia
Così Assurbanipal si descrive in un'iscrizione: 
(Iscrizione "L" righe 13-18. Traduzione di René Labat in Storia Universale Feltrinelli vol. 4, Milano, Feltrinelli, 1969, p. 93)
La salita al trono del re assiro Assurbanipal avvenne in seguito alla decisione del padre Esarhaddon, che lo scelse come successore, riservando al figlio maggiore Shamash-shun-ukin il trono di Babilonia. La decisione sulla successione fu sancita tramite giuramento di fedeltà (adê) compiuto dalla famiglia reale, dalla corte, dal popolo assiro e dai capi dei Medi. Il giuramento imposto ai Medi non va inteso come un trattato di vassallaggio di tutto il popolo, ma come protezione del principe ereditario in quanto la guardia reale era da loro composta.

Così il giuramento di fedeltà richiesto da Esarhaddon ai Medi in occasione della designazione di Assurbanipal quale erede al trono d'Assiria:
Non ascolterete né nasconderete alcuna parola non buona o non confacente riguardo alla regalità, che sia ostile e pregiudizievole contro il principe ereditario Assurbanipal, sia [che venga] dalla bocca dei suoi fratelli o dei suoi zii o dei suoi cugini, della sua famiglia, della sua discendenza paterna, sia [che venga] dalla bocca di notabili o dei governatori, sia dalla bocca degli ufficiali o degli eunuchi, o dalla bocca dei sapienti o dalla bocca di tutta la gente, quanta ce n'è. Ma invece andrete e la [: parola ostile] denuncerete al principe ereditario Assurbanipal.

Se Esarhaddon re d'Assiria va al suo destino quando i suoi figli sono ancora piccoli, voi farete prendere il trono d'Assiria al principe ereditario Assurbanipal, e insedierete sul trono regale di Babilonia Shamash-shum-ukin suo fratello gemello, principe ereditario di Babilonia. La regalità di Sumer e Akkad, di Karduniash [: Babilonia] tutta quanta sottometterete a lui. Tutti quanti i doni che Esarhaddon re d'Assiria gli ha fatto, egli porterà via con sé, neppure uno ne tratterrete»»
(M. Liverani, Antico Oriente. Storia, società, economia, 2011, p. 727)
Assurbanipal viene descritto (particolarmente da Diodoro Siculo, ma è citato anche da Orosio, Giovenale e perfino Dante) come ricco, potente e colto, capace di leggere e scrivere (dote rara fra i sovrani dell'epoca): inoltre istituì a Ninive la prima raccolta dei testi in scrittura cuneiforme di cui gli Assiri avessero copia. La raccolta, ordinata per la prima volta secondo criteri classificativi sistematici (sia pure rudimentali), innovativamente si distingueva dai disordinati depositi archivistici sino ad allora in uso, e raccolse un corpus di testi (di cui molti sono oggi al British Museum di Londra) che spaziavano dalle raccolte di tradizioni astronomico-religiose alla repertazione di glosse sulla lingua sumera. Dalla biblioteca di Ninive vengono ad esempio i testi più completi sull'epopea di Gilgamesh. Promosse anche la lavorazione artistica della pietra, sia nell'arte della scultura, sia nell'architettura.
Assurbanipal fu l'ultimo grande re di Assiria che con lui raggiunse l'apogeo prima della rapida decadenza. Leggendario fondatore di Tarso (la città di san Paolo, oggi in Turchia, in realtà già esistente dall'età del bronzo), di cui si narrò una leggendaria fondazione in un giorno solo, entrò in guerra contro Babilonia, retta dal fratello Shamash-shum-ukin, che aveva aggregato una coalizione di popoli (della Mesopotamia, ma anche dell'Egitto) contro Ninive. Assurbanipal sconfisse Babilonia, si espanse sui territori arabi e punì i collusi Elamiti, distruggendone la capitale Susa. A governare Babilonia pose Kandalanu quale reggente assiro.

## Leggenda

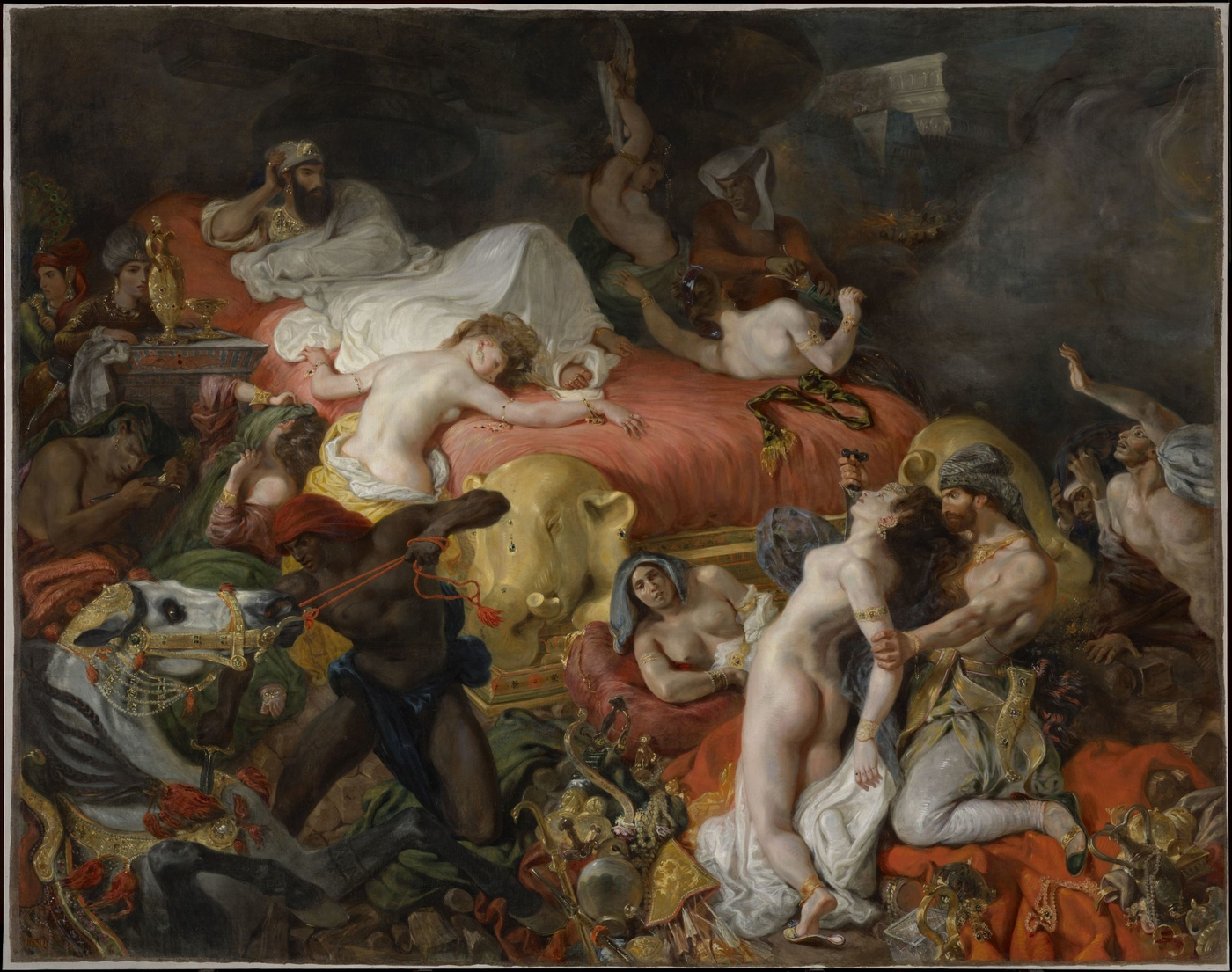
Eugène Delacroix, La morte di Sardanapalo, 1827 (Parigi, Louvre).

La leggenda vuole che la sua morte sia stata in varia misura, secondo le differenti versioni, causata dalle sue scandalose abitudini. Un satrapo di nome Arbace sarebbe giunto a palazzo dal territorio dei Medi per avere udienza e lo avrebbe trovato coinvolto in pratiche peccaminose. Scandalizzato, fece ritorno ai suoi possedimenti, giurando che non avrebbe più obbedito a un simile sovrano. Istigato da Belesys, un religioso caldeo, organizzò una spedizione di conquista su Ninive e ingaggiò un lungo conflitto in cui, secondo alcune versioni, Assurbanipal avrebbe vinto tre battaglie. Soddisfatto, il sovrano si sarebbe rituffato nelle usuali gozzoviglie: profittando della distrazione, Arbace avrebbe a quel punto avuto gioco facile nel catturarlo e condurlo in ceppi insieme alle concubine in Media. Qui il re si sarebbe mantenuto, grazie alle sue abbondanti ricchezze, in dorata prigionia finché, abbandonato da seguaci e alleati, isolato dall'esterno, la vita gli sarebbe venuta a noia e si sarebbe fatto bruciare su una pira funeraria con la sua favorita Mirra, insieme alle altre concubine. Tale episodio venne immaginato e figurato da Eugène Delacroix nel celebre dipinto La morte di Sardanapalo.
Tra le articolatissime tradizioni della leggenda e la ricostruzione storica moderna non sono pochi i punti di divergenza. Ad esempio, nonostante le piccanti insinuazioni sulle sue inclinazioni sessuali, pare accertato che abbia avuti o adottati dei figli (Assur-etil-ilani, Sin-shar-ishkun e Sin-shumu-lishir), i quali alla sua morte si sarebbero contesi il Regno assiro, mentre quello di Babilonia sarebbe stato conquistato dal loro fratello Nabopolassar.
Il nome di Sardanapalo è diventato per antonomasia sinonimo di «persona che vive nel lusso, nei piaceri e nella dissipatezza».

## Nell'arte
Nel 2025, nel palazzo reale di Nini è, è stato rinvenuto per la prima volta un dipinto raffigurante le grandi divinità assure. Assurbanipal è dipinto tra due alte divinità: il dio Assur e la dea della città di Ninive, Ištar. Seguono un genio pesce, che dona la salvezza e la vita agli dèi e al sovrano, e una figura di supporto con le braccia alzate, presumibilmente un uomo scorpione.